# 지방도 제307호선
지방도 제307호선은 경기도 김포시 풍무동과 경기도 김포시 사우동을 잇는 경기도의 지방도이다. 현재 이 노선은 폐지가 되었지만 서울외곽순환고속도로 계양 나들목과 인천광역시 계양구, 서구, 김포시 일대의 표지판에 일부 흔적들이 남아 있다.

## 연혁
- 2005년 3월 28일 : 지방도 폐지[1]

## 경유지
원당교 (인천광역시 경계) - 유현사거리 - 풍무동 주민센터 - 양도사거리 - 풍무사거리 - 수행삼거리(현. 수행사거리) - 신사우삼거리(현. 신사우사거리)